# 斯沃溫斯基國家公園

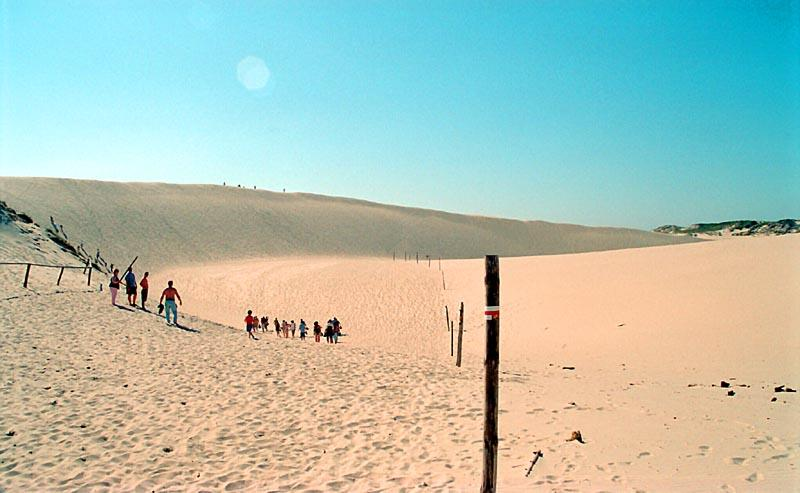

54°42′12″N 17°18′25″E / 54.70333°N 17.30694°E
斯沃溫斯基國家公園（波蘭語：Słowiński Park Narodowy）是波蘭的國家公園，位於該國北部，由濱海省負責管轄，始建於1967年，面積186平方公里，北部海岸線長度32.5公里。

## 外部連結
- The Board of Polish National Parks
- Photos （页面存档备份，存于）
- Videos （页面存档备份，存于）